# Autoroute A-27 (Espagne)
Pour les articles homonymes, voir A27.
L'autoroute espagnole A-27 est une autoroute en projet dont aucune section n'est ouverte à la circulation à l'heure actuelle.
Elle va être permettre de connecter l'AP-7 à hauteur de Tarragone à l'AP-2 vers Montblanc. Elle va doubler la N-240.
Cela permettra de relier 2 grandes villes de la Catalogne : Tarragone et son port à Lérida.
La A-27 permettra un trajet plus direct entre Tarragone et Lérida et les Pyrénées centrales. En effet actuellement, pour se rendre dans une de ces 2 villes par autoroute, il faut faire un détour par El Vendrell pour reprendre l'AP-2.

## Tracé
- Elle va débuter au nord de Tarragone à hauteur de la gare de péage sur l'autoroute AP-7.
- Elle va desservir les communes situées sur son tracé ainsi que la gare AVE (TGV Espagnol) de la RENFE située au nord de l'agglomération.
- Elle va contourner Valls pour ensuite se connecter à l'AP-2 à hauteur de Montblanc.